# Una storia di mezzanotte/Il bimbo e la gazzella
Una storia di mezzanotte/Il bimbo e la gazzella, pubblicato nel 1970, è un 45 giri della cantante italiana Iva Zanicchi.
Entrambi i brani non saranno mai inseriti in nessun album.
Una storia di mezzanotte verrà presentata a Canzonissima 1970.
Il brano del lato B, Il bimbo e la gazzella, sarà utilizzato come sigla del programma radiofonico Gran varietà.

## Tracce
Lato A
- Una storia di mezzanotte - 3:17 - (Di Bari - Mogol)

Lato B
- Il bimbo e la gazzella (l'enfant et la gazelle) - (Eddy Marnay - Ettore Lombardi - Hubert Giraud)